# Véhicule poste de commandement
Cet article concerne un type de véhicules de pompiers. Pour le type de véhicules militaires, voir Véhicule de commandement.

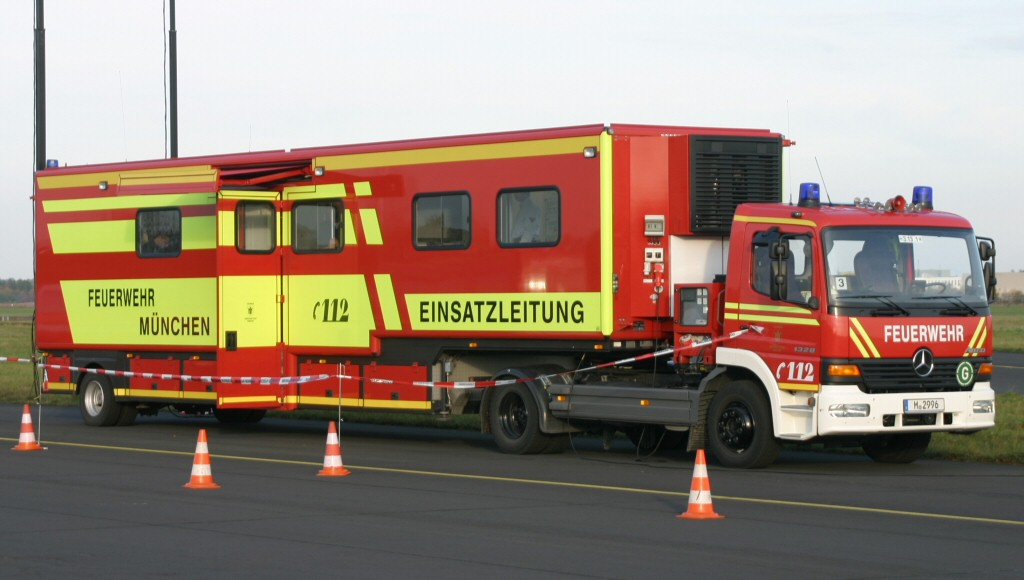
Véhicule poste de commandement des pompiers allemands

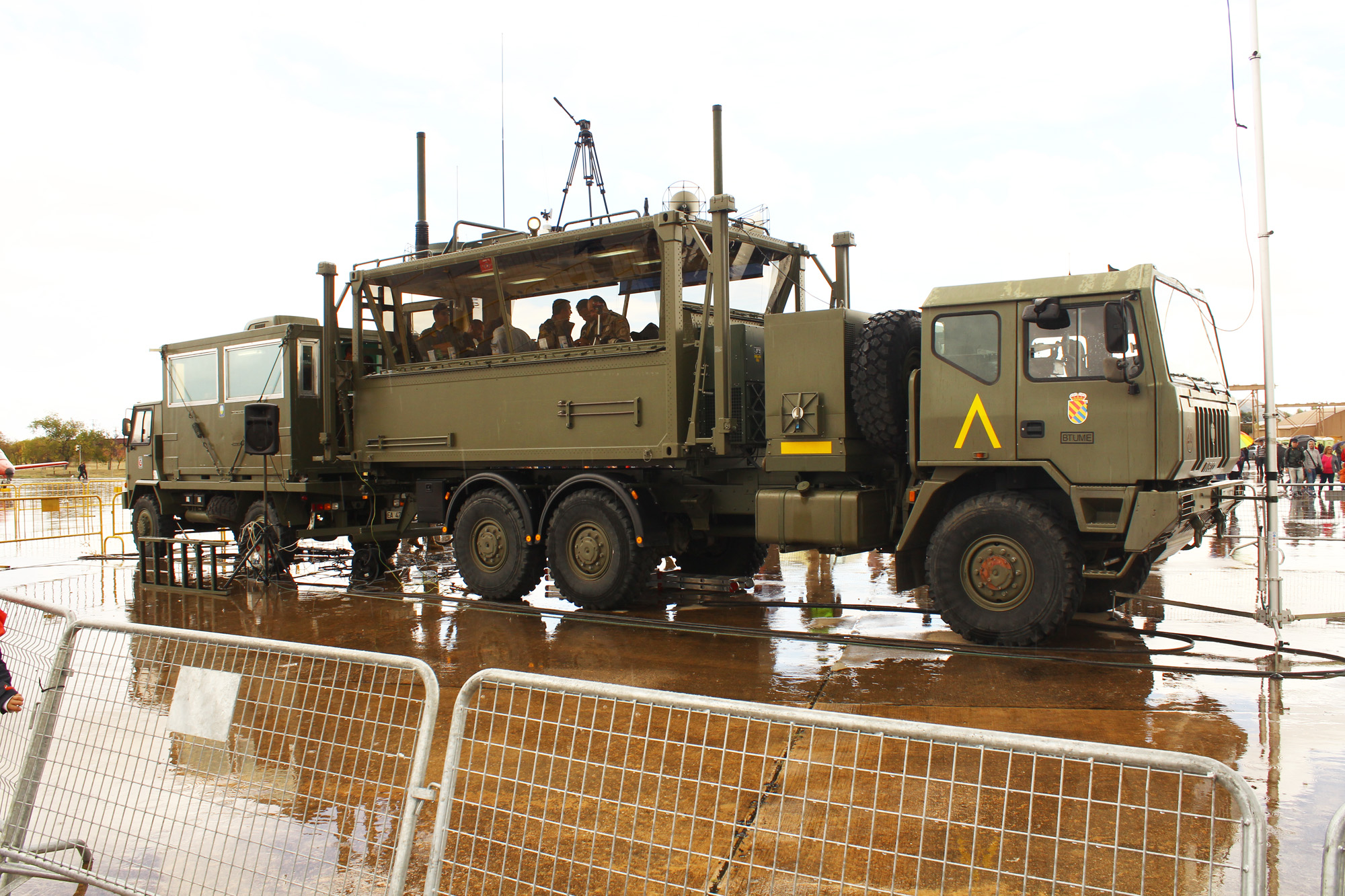
Véhicule poste de commandement de l'Unité militaire d'urgence de l'armée espagnole

Le véhicule poste de commandement (VPC) est un agrès de sapeurs-pompiers destiné à apporter une assistance technique au commandement lors d'interventions longues et/ou particulièrement difficiles, en fournissant un poste de commandement mobile.

## Description
Le véhicule poste de commandement peut prendre la forme de plusieurs types d'engins différents, du fourgon au poids lourd en passant par des 4×4 légers. On parle dans ce dernier cas de véhicules poste de commandement léger. Dans la nomenclature française, ces véhicules sont respectivement nommés VPC et VPCL. Le VPC est généralement armé par un ou deux sapeurs et un officier. Dans certains cas ce dernier peut ne pas armer directement le VPC mais y être rattaché via son véhicule de liaison.
Les véhicules poste de commandement disposent de tout l'équipement nécessaire à l'accomplissement de leurs missions :
- Informatique ;
- Télécommunications ;
- Plans et cartes ;
- Matériel de recensement des victimes ;
- Divers tableaux et systèmes de visualisation[2] du sinistre ;
- matériel dactylographique ;
- Relations avec la presse.

Les VPC et VPCL disposent généralement d'un gyrophare de couleur verte ou rouge, c'est-à-dire différente de celles des engins de secours ou de service français (bleus et/ou jaune orangé), afin de repérer le dit véhicule au milieu de tous les engins d'intervention. Ce procédé est notamment utilisé de nuit ou par mauvaise météo.
Ces règles sont applicables dans la majorité des Services Départementaux d’Incendie et de Secours de France, ainsi qu'à Marseille.

## Cas particuliers
La brigade de sapeurs-pompiers de Paris a la particularité de disposer de véhicules poste de commandement appelés PC, mais d'aucun véhicule léger de ce type. Toutefois elle fait souvent décaler un véhicule de liaison spécialement aménagé en soutien, avec notamment un écran tactile et divers modélisations d'immeubles et de voies parisiennes.

## Types de véhicules utilisés

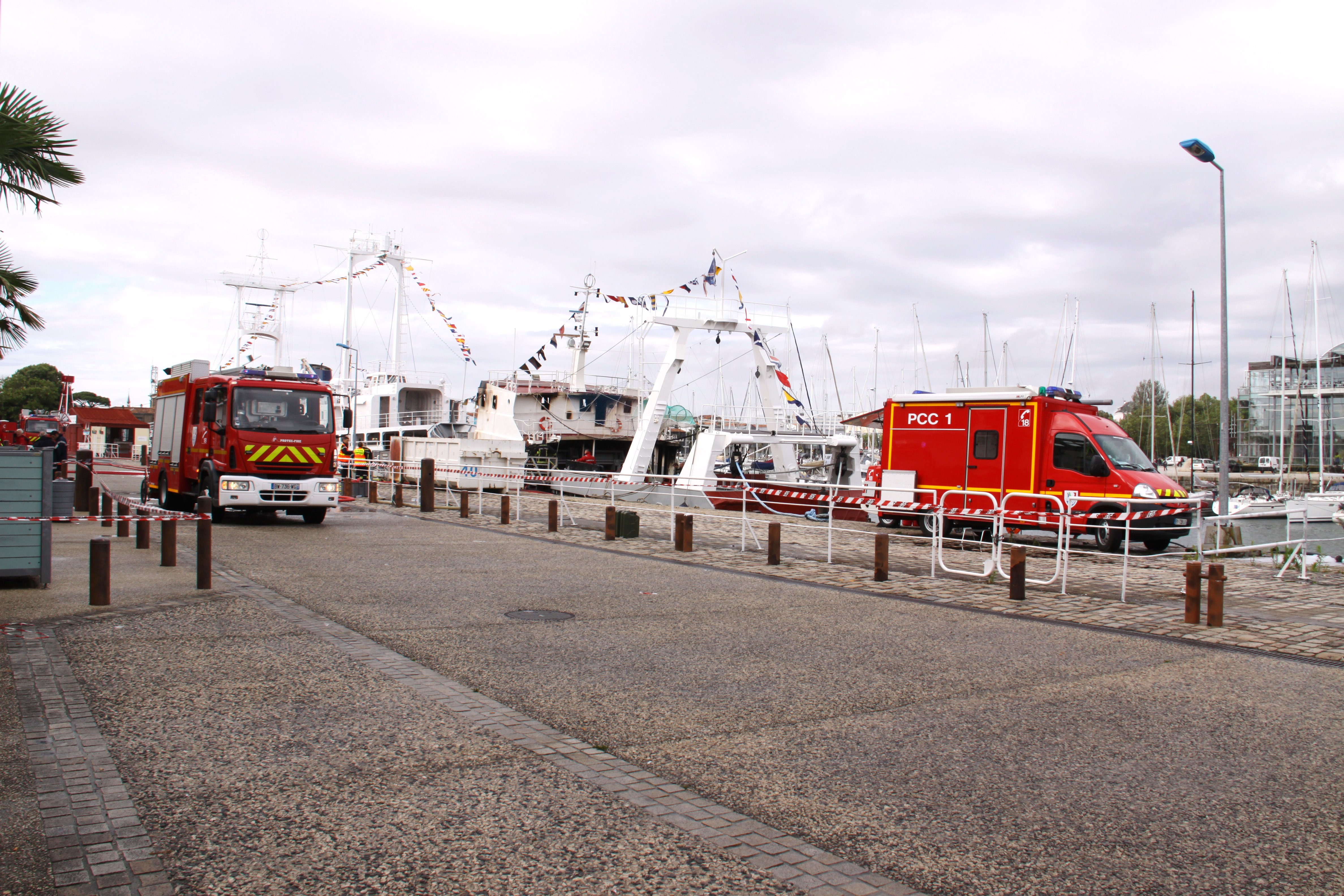
VPC de la Rochelle aux côtés d'un FPT

Voici une liste (non exhaustive) des principaux châssis de véhicules utilisés en France entre 2010 et 2012.
- Acmat,
- Iveco 65,
- Iveco Eurocargo,
- Land Rover Defender,
- Man TGL,
- Mercedes Atego,
- Mercedes Unimog,
- Opel Movano,
- Peugeot 807,
- Peugeot Boxer,
- Peugeot Expert,
- Citroën C35 ex-VPC Sapeurs Pompiers de DijonRenault Mascott
- Renault Master,
- Renault Maxity,
- Renault Midliner.

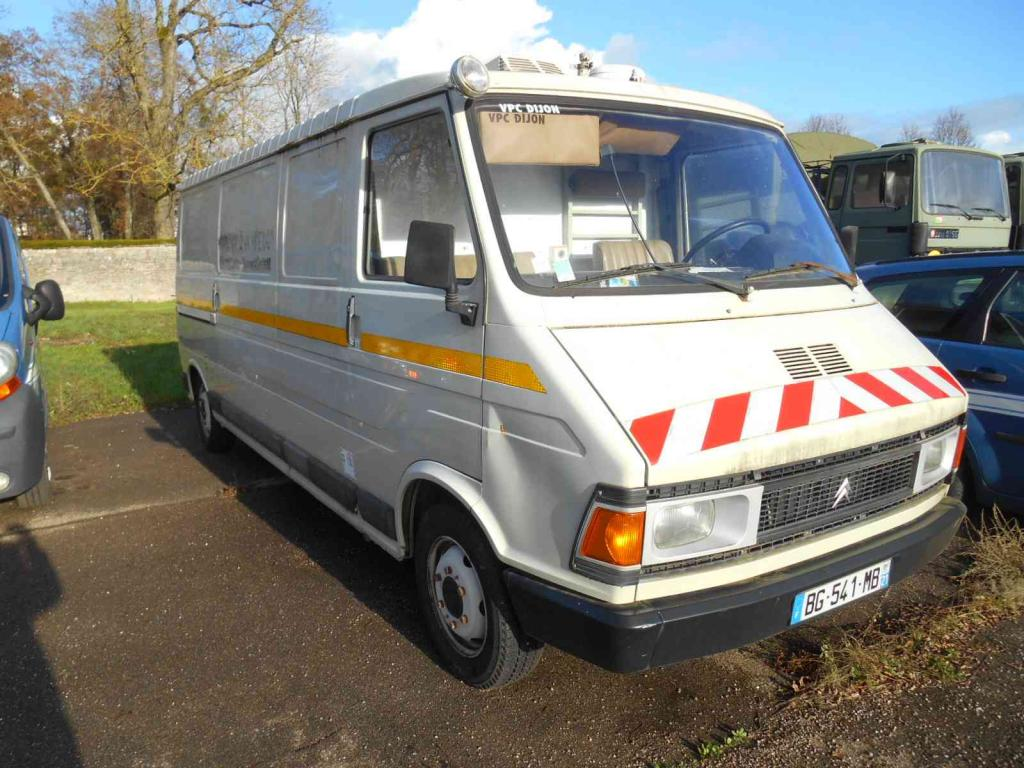
Citroën C35 ex-VPC Sapeurs Pompiers de Dijon

Certains SDIS ont également aménagé leurs VPC à partir d'autobus spécialement modifiés.

## Dans l'armée

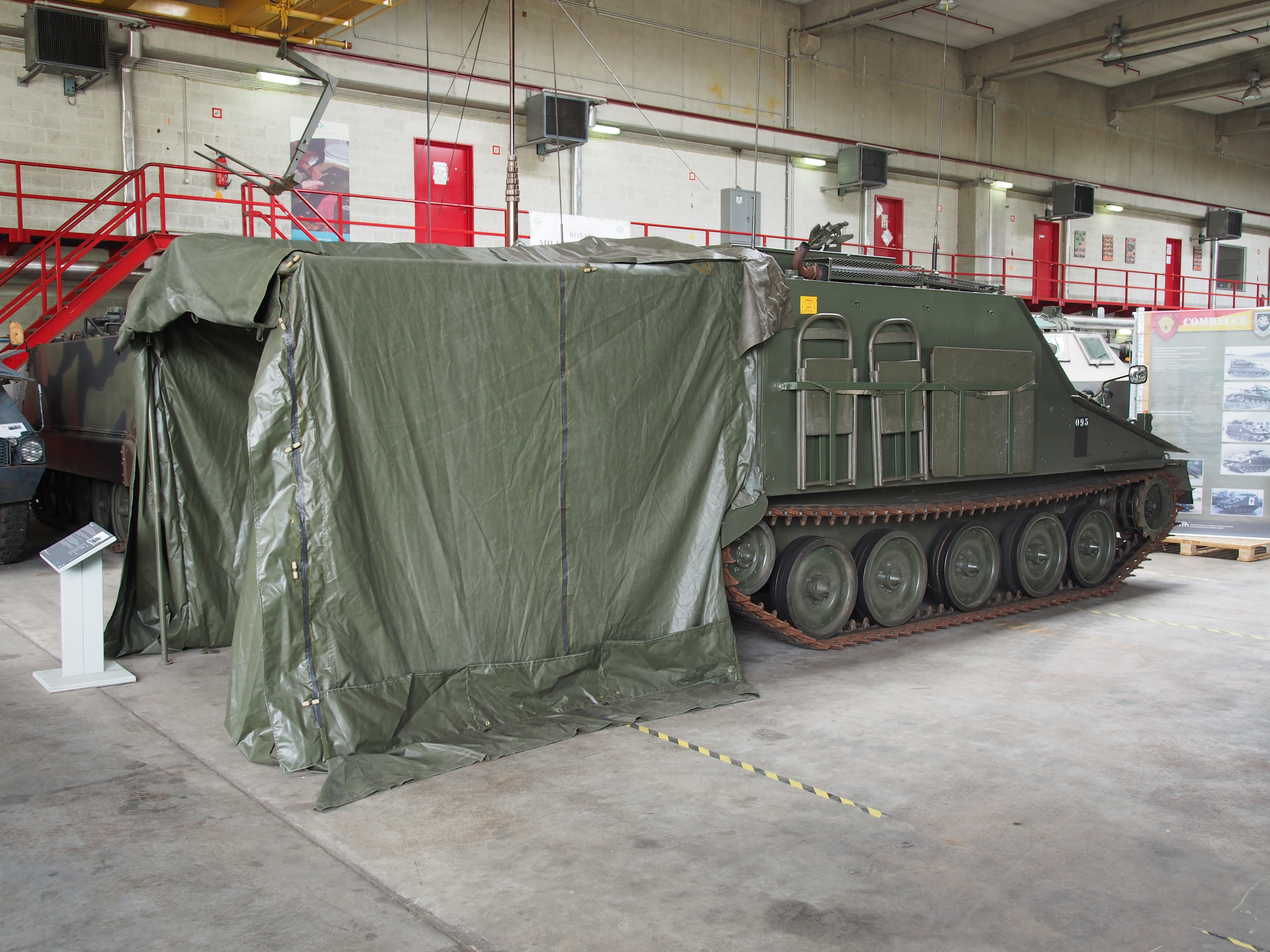
FV-105 Sultan avec tente de briefing.

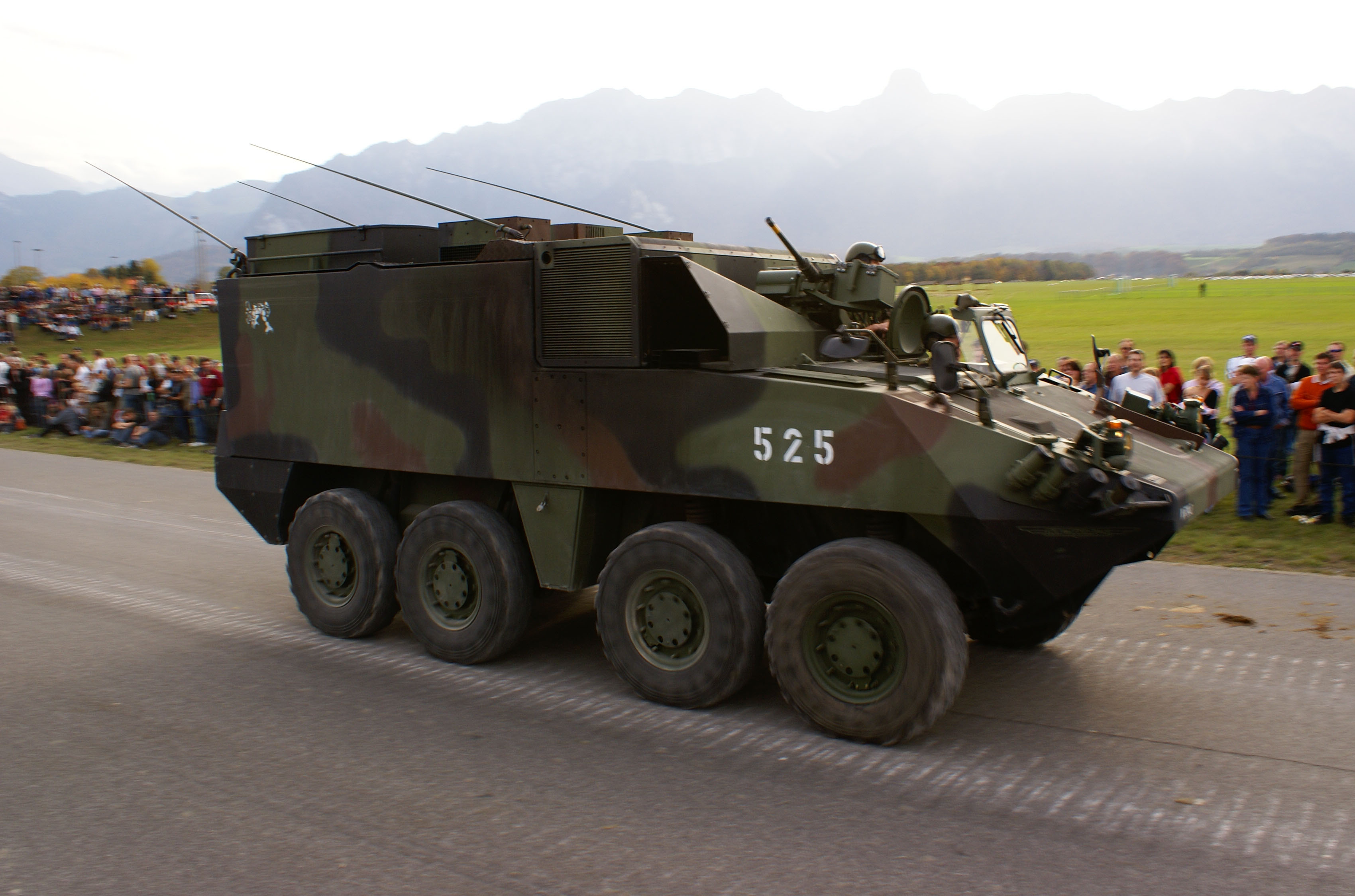
Mowag Piranha de commandement de l'armée suisse

Les armées de différents pays utilisent également des véhicules poste de commandement.

## Voir aussi

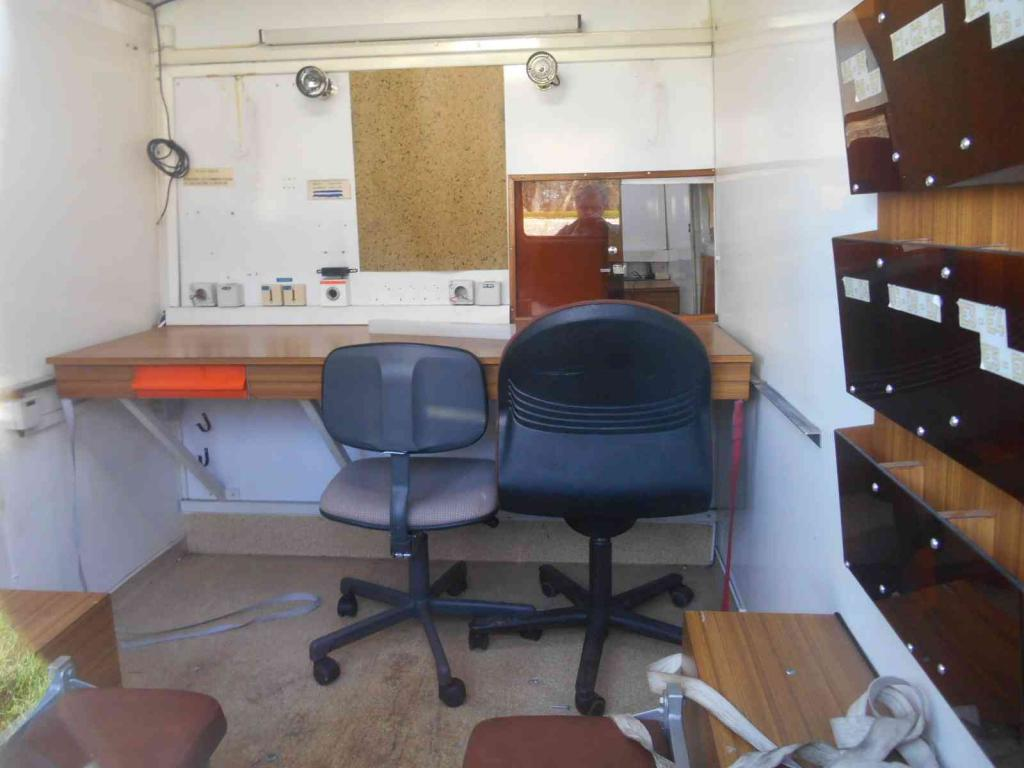
Intérieur du VPC Sapeurs Pompiers Dijon